# Chojny (gmina)
Chojny – dawna gmina wiejska istniejąca do 12 lutego 1946 roku w woj. łódzkim. Siedzibą władz gminy były Chojny (obecnie część dawnej dzielnicy Górna w Łodzi).

## 1867–1918
Za Królestwa Polskiego gmina należała do powiatu łodzińskiego (łódzkiego) w guberni piotrkowskiej.
18 października 1906 z gminy Chojny wyłączono wieś Dąbrówka Mała, kolonię Chojny, część wsi Widzew i część wsi Dąbrowa, włączając je do Łodzi.
18 sierpnia 1915 z gminy Chojny wyłączono folwark Chojny AB i pozostałą część wsi Dąbrowa, ponadto część wsi Widzew, część wsi Zarzew i część wsi Chojny (Julianów), a obszar ten o ogólnej powierzchni 572,3123 ha włączono do Łodzi.

## 1919–1946
W okresie międzywojennym gmina Chojny należała do powiatu łódzkiego w woj. łódzkim.
1 września 1933 gminę Chojny podzielono na 11 gromad (sołectw).
- Chojny A – wieś Chojny A;
- Chojny B – osada Chojny B i folwark Chojny;
- Chojny C – wieś Chojny C;
- Chojny D – osada Chojny D;
- Chojny G – osada Chojny G;
- Dąbrowa – wieś Dąbrowa, wieś Kowalszczyzna i wieś Chojny E;
- Górki – wieś Górki Nowe i Górki Stare;
- Juljanów – wieś Juljanów i wieś Komorniki;
- Stare Chojny – wieś Józefów i wieś Stare Chojny;
- Widzew – wieś Widzew;
- Zarzew – wieś Zarzew i wieś Poręby.

Po wojnie gmina zachowała przynależność administracyjną. 13 lutego 1946 roku gmina została zniesiona, a jej obszar włączony do Łodzi.